# Apollo Applications Program
Apollo Applications Program (AAP) fue un programa de vuelos espaciales tripulados previsto por la NASA el 6 de agosto de 1965 como continuación del proyecto Apolo, y que nunca llegó a realizarse.
Este programa preveía el desarrollo de misiones de larga duración en órbita terrestre, destinadas a realizar experimentos científicos, de ingeniería y técnicos. El material utilizado era el sobrante del programa Apolo, acondicionado para permitir la estancia de 3 personas durante un período de hasta 2 meses.
La estación orbital básica, denominada Taller Orbital (Orbital Workshop) estaría constituida por el depósito de hidrógeno vacío de la segunda etapa S-IVB del lanzador Saturno IB (tercera etapa del Saturno V), con un volumen de 283,20 m³ (195 una vez presurizado), el cual sería acondicionado por los propios astronautas que deberían tripularlo. El laboratorio tendría forma cilíndrica, con un peso de unos 32.000 kg y unas dimensiones de 17,6 metros de longitud y 6,1 de diámetro.
Estaría dividido en tres partes: alojamiento de la tripulación, sistemas auxiliares y laboratorio de experimentación. Para su abastecimiento dispondría de 5 puntos de atraque en un extremo y 3 en el otro, que servirían para acoplar las naves de transporte que desde la Tierra deberían aportar los suministros.
Las fases del montaje serían:
1. Colocación en órbita, a 370 kilómetros de altitud, del primer elemento denominado AAP-1, formado por una astronave Apolo tripulada (CM y SM) que llevaría en el morro un equipo de cartografía y levantamiento topográfico M-SS (Mapping and Survey System).
2. Colocación en la misma órbita del elemento AAP-2, formado por la segunda etapa S-IVB a la cual se le habría acoplado una esclusa y un adaptador de acoplamiento.
3. Acoplamiento de los dos vehículos, fijando el equipo M-SS en uno de los lados del dispositivo de acoplamiento para luego unir frontalmente el Apolo a dicho dispositivo.
4. Transformación del S-IVB en taller orbital mediante su acondicionamiento, que comprendería la eliminación de la presión del tanque de hidrógeno, la desconexión del sistema eléctrico, el desmontaje de la tapa circular de 1,1 m de diámetro del extremo del tanque sustituyéndola por un pasillo-fuelle de unión a la esclusa, presurización del tanque con atmósfera de nitrógeno y oxígeno, acceso de los astronautas con los elementos necesarios para su acondicionamiento e instalación de los mamparos de separación realizados con lonas y cuerdas. Se obtendrían así 2 compartimentos independientes de 3 m de altura con acceso entre ambos y un espacio complementario: el compartimento inferior destinado al alojamiento de la tripulación, literas, cocinas, servicios, gimnasio, y el superior como laboratorio de experimentos científicos y tecnológicos.
5. Tras pasar unas 4 semanas, los astronautas regresarían a la Tierra en el AAP-1 o módulo de mando.
6. A los 3-6 meses se lanzaría el AAP-3, un segundo Apolo tripulado y un día después el AAP-4 con un telescopio o Apolo ATM, ensamblando ambos módulos en órbita.
7. El conjunto Apolo ATM se ensamblaría al taller orbital, comenzando nuevos experimentos.

Las dificultades en acondicionar el taller orbital y los gastos de la guerra de Vietnam, así como las restricciones económicas, hicieron que este programa, pensado para comenzar a efectuar los primeros lanzamientos entre 1971 y 1972, fuese sustituido por el proyecto Skylab.

## Base lunar AES (Apollo Extension Systems)

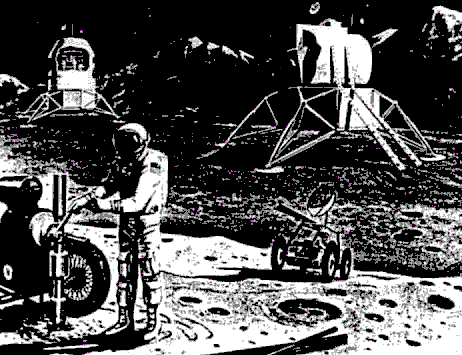
Base lunar AES.

El programa AAP fue una derivación del AES, el programa Apollo Extension Systems. Se trataba de desarrollar conceptos tecnológicos para propuestas de misiones basadas en el uso de los Saturno IB y Saturno V, lo que incluía una base lunar tripulada y una estación orbital.
La base lunar sería la primera base lunar americana planificada, y supondría modificaciones mínimas de los componentes del programa Apolo ya existentes. El módulo de mando y servicio de las naves Apolo serían modificadas para una mayor duración en órbita lunar. Se desarrollarían dos versiones del módulo lunar: el LM Taxi y el LM de refugio. La movilidad en superficie sería facilitada por un rover lunar de menos de 2050 kg de masa, límite de la capacidad de carga del LM de refugio. Esta base preliminar necesitaría dos lanzamientos de cohetes Saturno V, permitiendo a dos astronautas explorar la vecindad de la base durante dos semanas. El desarrollo de la idea comenzó en mayo de 1966, con planes para una primera misión en marzo de 1970, pero recortes presupuestarios llevaron a la cancelación de la producción de cohetes Saturno V, y el proyecto fue abandonado totalmente en junio de 1968.

## LM Taxi

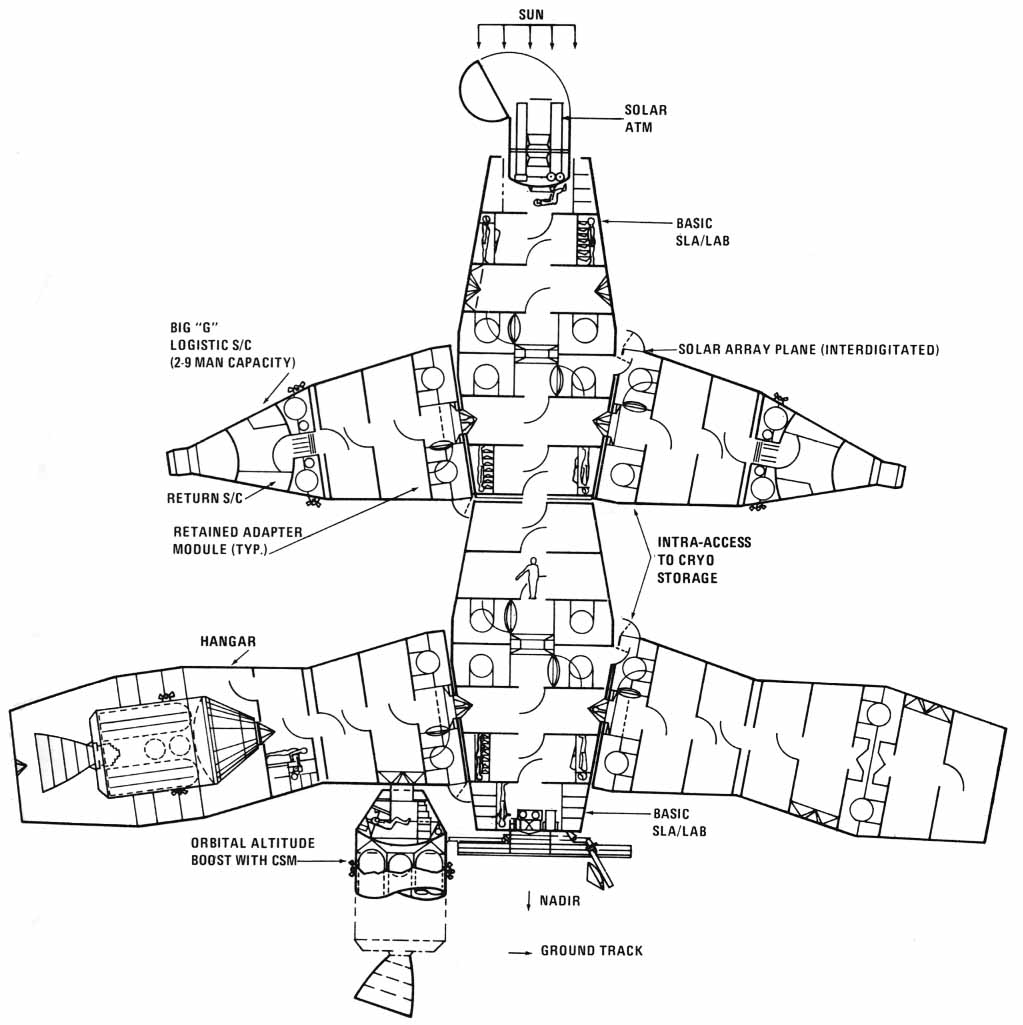
Uno de los 18 diseños conceptuales para el laboratorio adaptador del módulo lunar de la nave espacial en órbita terrestre preparado por los expertos en diseño de naves espaciales de la División de Tecnología Espacial Avanzada del Centro de Naves Espaciales Tripuladas (MSC). Esta configuración se desarrolló para ilustrar hasta qué punto se podría llevar a cabo la filosofía de los bloques de construcción. Utilizaría naves espaciales Gemini y Apollo y requeriría 2 lanzamientos no tripulados y 10 lanzamientos logísticos tripulados.

El LM Taxi era un módulo lunar modificado para largas estancias en la superficie lunar y se esperaba que fuese la nave principal del programa AAP para principios de los años 1970 y en adelante. Los cambios en el LM original incluían cantidades adicionales de agua, oxígeno, e hidrógeno y oxígeno líquidos, células de combustible en la etapa de ascenso, un tanque redundante de oxígeno líquido para la etapa de ascenso y blindaje adicional contra micrometeoritos y radiación. Las mejoras habrían permitido una estancia en espera de hasta 14 días para una tripulación de tres astronautas sobre la superficie lunar, más tres días de funcionamiento de la nave. El LM Taxi aterrizaría cerca de un refugio o una base preestablecida donde los astronautas pasarían la mayor parte de su estancia, para luego regresar de nuevo a la nave para la vuelta a casa.